# Jewel Master
Jewel Master é um jogo de 1991 para Mega Drive. A história do jogo gira em torno de um poderoso demônio que dominou Mythgard. Seu nome: Jardine, the Mad. Com sua legião de demônios, Jardine já estava à um passo de dominar por completo Mythgard, quando surgiram os 12 Mestres Elementares e se reuniram para fazer a batalha contra o rei demônio. Sobraram apenas 4 dos Mestres Elementares na sangrenta batalha que se seguiu, que depositaram seus poderes numa poderosa e sagrada espada que era a única esperança para matar o rei demônio. Neste momento The Jewel Master foi convocado para usar a espada, porém a espada foi perdida e todos os anéis elementares foram espalhados por toda Mythgard, exceto dois. Agora The Jewel Master deve reunir os outros dez anéis elementares, recuperar a espada, e finalmente fazer a batalha contra o rei demônio.